# Claus Påvelsson
Claus Påvelsson, född före 1570, död före 1637 i Uddevalla, var en svensk borgmästare i Uddevalla stad 1610-1630.
Claus Påvelsson gifte sig Lennike, med vilken han fick sex barn.
Han onämndes som borgmästare första gången år 1610. År 1624 fick han konfirmation på biskopstionden i Hisinge prästegäll. Han erhöll Uddevallas gamla rådhustomt som ersättning för 100 daler silvermynt som staden varit skyldig honom för 1/4 av rådhusets omkostnader.